# Bolla Tibor (operaénekes)
Bolla Tibor (Adorjánháza, 1926. augusztus 7. – Budapest, 2019. szeptember 27.) magyar operaénekes (bariton). Hosszú időn át a Pécsi Nemzeti Színház egyik vezető művésze.

## Életpályája
Lendvai Andor és Hetényi Kálmán magántanítványa volt. 1949-ben került a Magyar Néphadsereg Művészegyüttesének Énekkarába. Itt 1955-től szólista volt. 1960-ban, nem sokkal a Pécsi Nemzeti Színház operatagozatának megalakulása után magánénekesnek szerződött az intézményhez, s 1979-es nyugalomba vonulásáig a társulat tagja maradt.

## Szerepei
A Színházi adattárban regisztrált bemutatóinak száma: 50; ugyanitt három színházi felvételen is látható.
- Jan Zdeněk Bartoš: Zárzavar — Leopold
- Bizet: Carmen — Morales
- Delibes: Lakmé — Frederic
- Donizetti: Lammermoori Lucia — Lord Henry Ashton
- Donizetti: Don Pasquale — Malatesta
- Erkel: Hunyadi László — Gara nádor
- Erkel: Bánk bán – Tiborc
- Flotow: Márta — Plumkett
- Gounod: Faust — Valentin
- Händel: Julius Caesar Egyiptomban — Nirenus
- Paul Hindemith: A hosszú karácsonyi ebéd — Roderick
- Janáček: Jenůfa — Öregember
- Kacsóh Pongrác: János vitéz — Bartolo
- Károly Róbert: Japán halászok − Matsuo
- Leoncavallo: Bajazzók — Silvio
- Lortzing: Az operapróba — Johann
- Mascagni: Parasztbecsület — Alfio
- Menotti: A médium — Mr. Gobineau
- Milhaud: Az elhagyott Ariadné — Dionysos
- Mozart: Figaro házassága – Almaviva gróf
- Mozart: Don Juan — címszerep; Masetto
- Mozart: A varázsfuvola – Papageno
- Nicolai: A windsori víg nők — Fluth
- Offenbach: Hoffmann meséi — Lindorf; Coppelius; Dapertutto; Mirakel
- Puccini: Bohémélet – Marcel
- Puccini: Tosca – Scarpia báró
- Puccini: Pillangókisasszony — Sharpless
- Puccini: A köpeny — Marcel
- Puccini: Gianni Schicchi — Marco
- Ránki György: Muzsikus Péter kalandjai — Kürt
- Ravel: Pásztoróra — Don Inigo Gomez
- Rossini: A sevillai borbély — Figaro
- Sosztakovics: A mcenszki járás Lady Macbethje — Öreg rab
- Johann Strauss d. S.: A cigánybáró — Gábor diák
- Szőnyi Erzsébet: Firenzei tragédia – Simone
- Verdi: A trubadúr — Luna gróf
- Verdi: Rigoletto — Marullo
- Verdi: La Traviata — Georges Germont
- Verdi: Álarcosbál – René
- Verdi: Don Carlos – Posa márki
- Weber: A bűvös vadász — Kilian

## Díjai
- Szocialista Kultúráért
- Pécs Város Művészeti Díja (1979)[2]